# Onthophagus kawaharai
Onthophagus kawaharai är en skalbaggsart som beskrevs av Teruo Ochi och Masahiro Kon 2007. Onthophagus kawaharai ingår i släktet Onthophagus och familjen bladhorningar. Inga underarter finns listade i Catalogue of Life.